# El Chorro
El Chorro is een buurtschap in de gemeente Álora in de provincie Málaga in Spanje.
El Chorro is vooral bekend om zijn ligging bij de Caminito del Rey, tot 2015 een van de meest gevaarlijke wandelpaden in Europa.

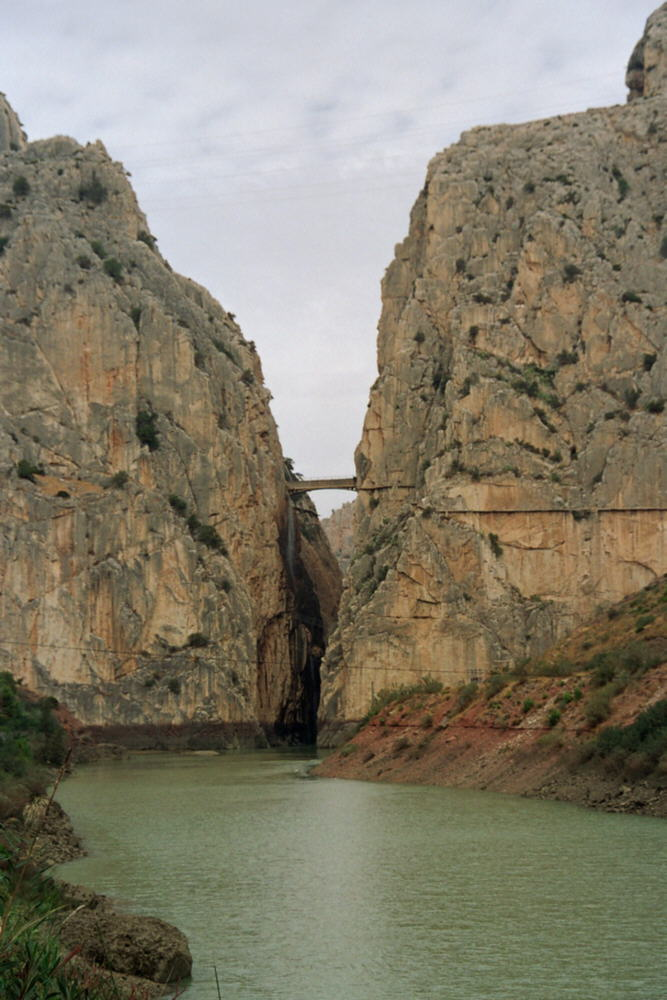
Los Gaitanes